# デイヴィッド・レターマン
デイヴィッド・レターマン（David Michael Letterman、1947年4月12日 - ）は、アメリカ合衆国・インディアナ州出身のコメディアン、司会者、プロデューサーである。ニューヨーク州在住。身長188cm。
アメリカCBSのトーク番組『レイト・ショー・ウィズ・デイヴィッド・レターマン』の司会者。30年に渡り司会（トークショー・ホスト）として自身の番組を持ち続けている全米屈指のトップ・コメディアンの1人であり、その年収は4000万ドルにも上る。
慈善活動家としても知られているが、彼の放つ強烈な皮肉はスティーヴ・アレンやジョニー・カーソンといったコメディアンの影響を強く受けている。

## 生い立ち
1947年、インディアナ州インディアナポリスにドイツ系アメリカ人として生まれる。父ハリー・ジョー・レターマン（1974年死去）は花屋を営み、母ドロシーは長老派教会の秘書であった。母は「母の日」や彼女の誕生日にインディアナポリスからの中継で番組に出演することがある。姉ジャニスと妹グレッチェンがいる。
彼は幼少期よりコメディに関心を示し、その発端となったのはシンシナティ・トークショーの司会だったポール・ディクソンであった。1969年に、ボール州立大学（インディアナ州）で電気通信学士を取得、在学中は全米屈指の男子学生のフラタニティー（社交クラブ）、シグマ・カイ（Sigma-Chi）系列の支部のメンバーだった。

## コメディアンとしての軌跡
彼は学生時代より「スチューデント・ラン・ラジオ・ステーション（学生運営ラジオ局）」WAGO-AM570（現在はWCRD,91.3）でパーソナリティを務め、卒業後ラジオ・トーク番組の司会とインディアナポリス・テレビジョンの天気キャスターの仕事を得た。

### 下積み
- 1977年、カリフォルニア州に移りコメディーライターをし、またロサンゼルス・コメディクラブのコメディ・ストアでスタンダップコメディを開始した。生放送のテレビ・シリーズ・ショーでスターランド・ボーカル・バンドという名で出演。名も無い青年が何でここでトークしているのか、という皮肉でスタンダップコメディを行った。

- 1978年、『メアリー・タイラー・ムーア・バラエティショー』『モーク＆マンデー』『ゲームショー』『ザ・＄20000ピラミッド』などに出演し、彼のドライで皮肉なスタイルがNBC『The Tonght Show starring Johny Carson』のジョニー・カーソンに認められ、同番組のレギュラー・ゲストとなった。

### NBC時代

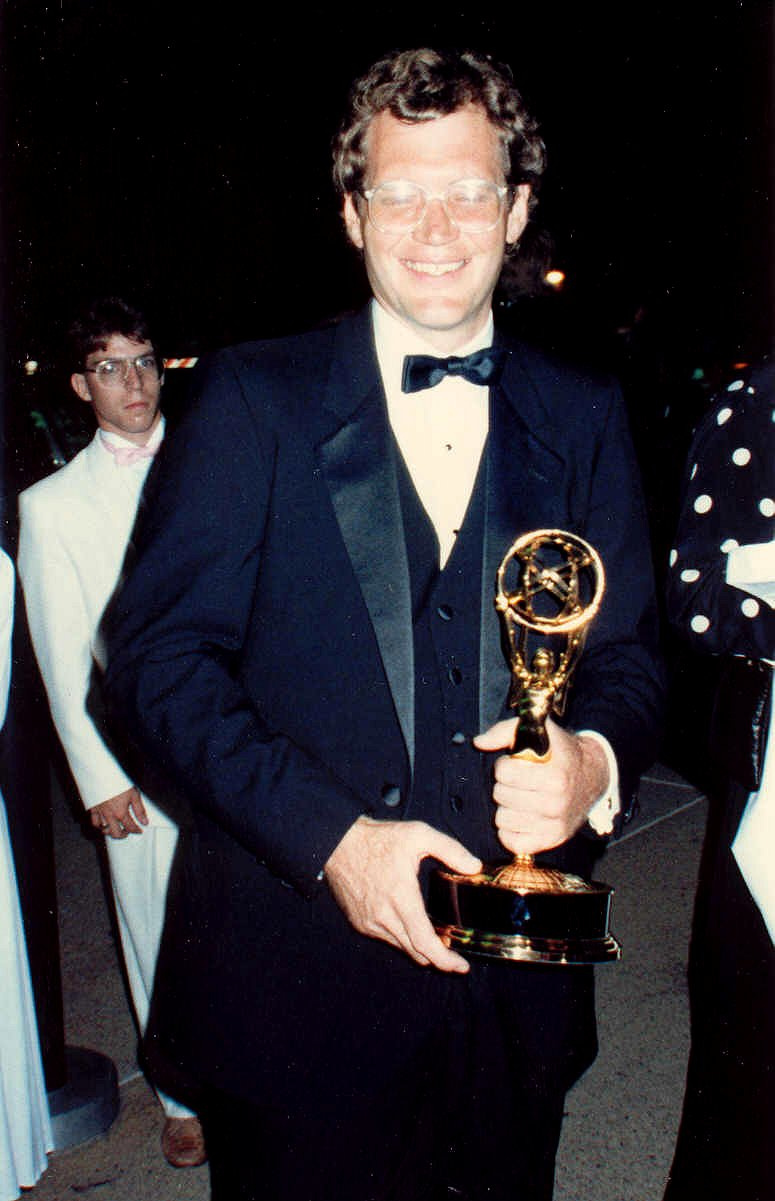
エミー賞を受賞したレターマン（1987年）

#### モーニング・ショー
- 1980年、33歳の時、彼は自身の番組、『デイヴィッド・レターマン・ショー』を持つ。番組は大ヒットし2つのエミー賞を受賞するも、放送時間帯が朝であったこともあり徐々に人気はダウンし短い期間で終了することとなってしまった。

#### レイト・ナイト・ウィズ・デイヴィッド・レターマン
- 1982年、NBCは彼のために別の時間帯を用意し『レイト・ナイト・ウィズ・デイヴィッド・レターマン』を立ち上げた。同番組は全ての平日の0:30（東部時間）からの放送であった。番組は開始と共に、彼の皮肉とエッジの聞いた喋りで人気を得、時にはカルト的なファンも存在した。
彼はゲストに鋭い突込みをする毒舌司会者であったことから、彼の番組に出ることを恐れるセレブリティまで現れたり、またシャーリー・マクレーンやマドンナなどは幾度と無く彼と言い争ったが、その司会っぷりは非常に高く評価された。

- 1992年、11年間NBC放送に居たレターマンに彼の人生で最も大きな転機が訪れる。それは自らが師と仰ぐジョニー・カーソンの突然の引退表明である。早速、彼が司会を務める番組で、最も歴史のあるトーク番組『ザ・トゥナイト・ショー』の司会の座争いが始まった。カーソンは以前「自分の後釜にはデイヴィッド（レターマン）を置く」と言っていたにも関わらず、結局はジェイ・レノが司会の座に付いたのだった。

### CBS時代

#### レイト・ショー・ウィズ・デイヴィッド・レターマン

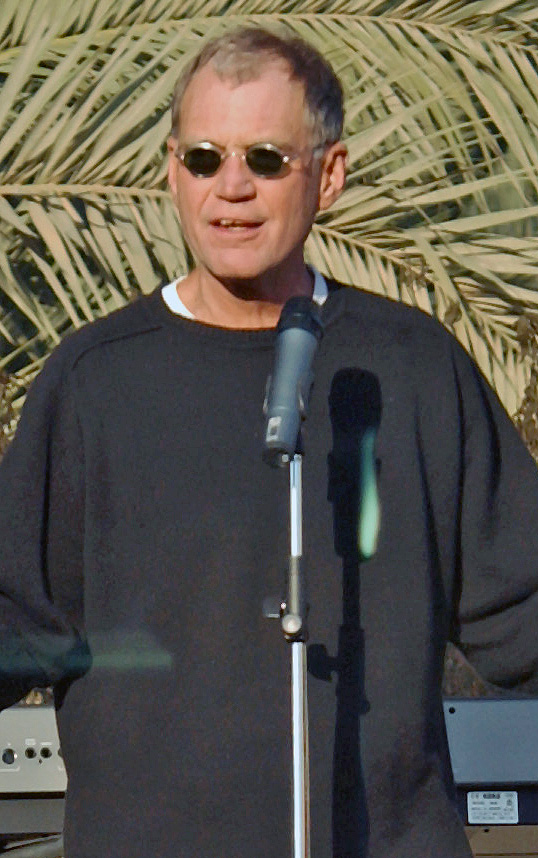
2003年9月バグダッドにて

- 1993年、レターマンはカーソンのアドバイスにより、NBCとの契約を切り、彼が同放送局で持っていた番組の裏番組にあたるCBSのトーク番組を開始することになった、この時46歳。『レイト・ショー・ウィズ・デイヴィッド・レターマン』は、2015年5月現在全米で放送中のトーク番組である。

- 1996年、HBO制作のテレビ映画『ザ・レイト・シフト』（The Late Shift）が公開。この映画は『ザ・トゥナイト・ショー』の司会の座を巡り対立したレターマンとジェイ・レノを明らかに描写した内容であった。レターマンは映画公開数ヵ月後に同作品を罵った。

同番組の収録はニューヨーク市マンハッタンの7番街・53丁目の「エド・サリヴァン・シアター」で昼間行われており、キャパシティーは2階席含め1000席程ある。シアターの入り口には大きく番組の電光掲示板が掲げられている。
この場所には番組にゲスト出演するセレブリティが毎日出入りするため、多くのファンが駆け付け、サインを貰ったり花を渡したりする光景が見られ、アメリカ人にとっては一つの観光スポットともなっている場所である。また隣接しているCBSストアで番組グッズなどの購入も可能。
レターマンショーの鑑賞はアメリカ人のニューヨーク観光の一つの目玉とも言えるものでチケットの入手は困難で毎日常に満席であり、客席インタビューからも判るとおり全米からの観光客が非常に多く年齢層は30代前後とやや高め（日本のテレビの公開収録と違いアメリカのトークショーは観劇に近い要素が多い）。
なお、ジェイ・レノは2009年に番組を一時降板した（朝のトークショー担当に。その後復帰）が、レターマンは2015年5月現在も継続中。年俸は3900万ドル（約39億円）。

#### アメリカ同時多発テロ

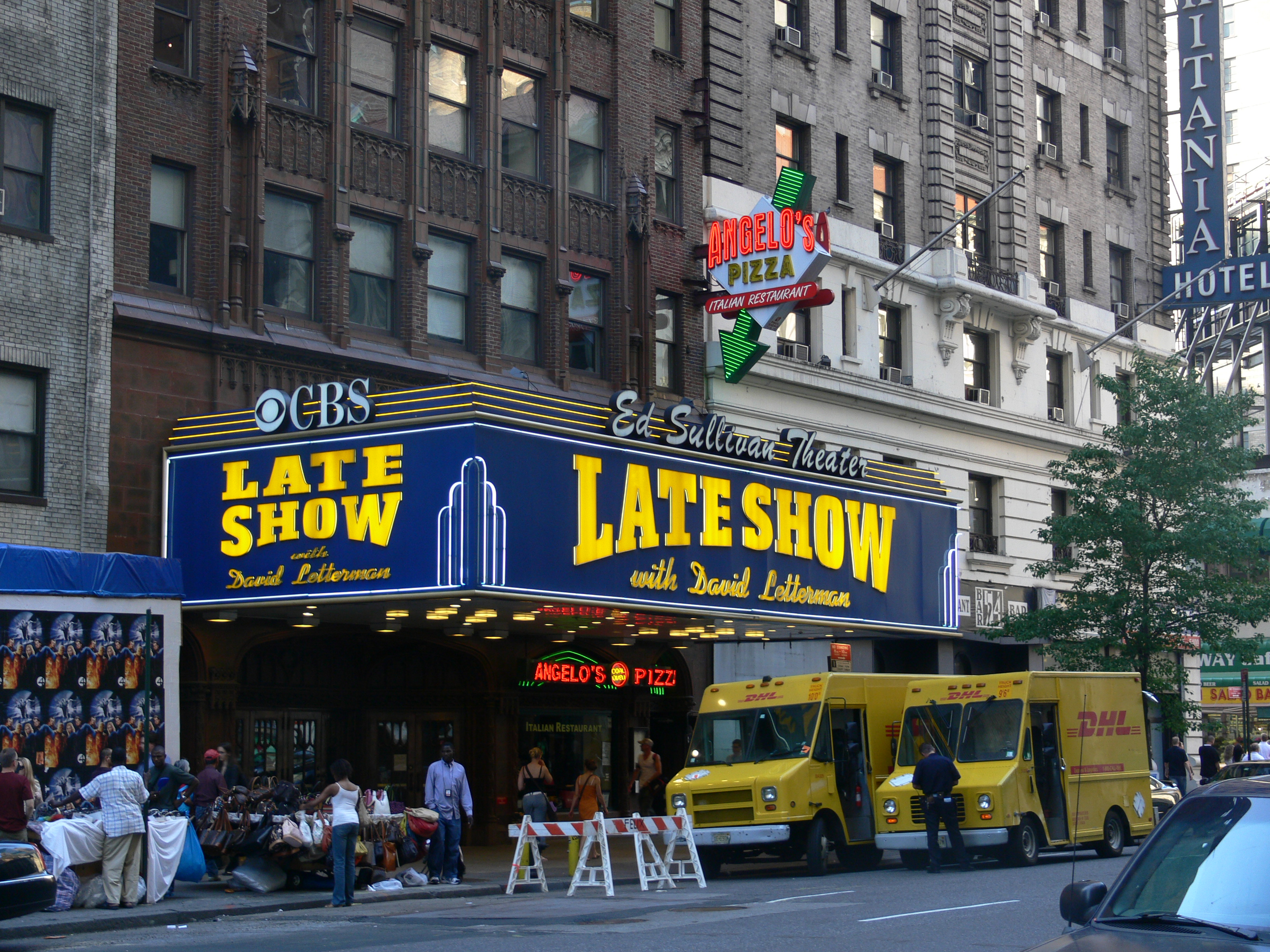
エド・サリヴァン・シアター

『レイト・ショー』は2001年に発生した「9.11」後、初めて放送を再開した番組となった。9月17日に番組が通常通り編成され、彼は番組のオープニング・トークでこう述べた。
「我々は攻撃された。あそこ（現場）にいた人々は皆死んだ。あそこにいた人々は行方不明になり、そして死んだ。彼らは何も悪いことはしていない。彼らは彼らの人生を生きていた。彼らは仕事をしていた。彼らは旅行中だった。彼らは日常生活を送っていた。あぁ…理解できるよ！　でも、その「理解」は曖昧すぎる。飛行機をハイジャックしビルに突っ込んだ…私達は彼らを“宗教による過激集団”だと呼ぶね。宗教による、ね…。でも…もしあなた達が1000年生きられるとしても、これを理解できるようになるのか？　このバカげた行為を！　理解できるようになるのか!?」
この日、通常番組冒頭に流されるバンドのオープニング・テーマはなく、レターマンもテレビ出演中のコメディアンとは思えないほど険しい表情で淡々と述べた。
ゲストは『CBSイブニングニュース』のキャスターだったジャーナリストのダン・ラザーと、ベテラン・トークショー司会者のレジス・フィルビン。ラザーも非常に険しい表情であったが、救助に当たった消防士、警察官の勇気に対し「America The Beautiful」という詩を詠った。この詩を締めくくるときラザーは「サンキュー、神様。レジス・フィルビンもここにいる。だから番組も楽しくなるさ」と述べ、この時初めてレターマンも笑顔を見せた。9.11以前からの番組イントロダクションを変更、アナウンサー、アラン・カルターによる「From New York, the greatest city in the world. It's the Late Show with David Letterman！」になり、現在に至る。映像は世界貿易センターが映っているものではなく自由の女神になった。

#### ABCからの誘い
2002年3月、レターマンのCBSとの契約更新が近づいたときABC放送が彼を引き抜く計画を練っていた。ABC放送が同じ時間帯に放送している報道番組『ナイトライン』をトーク番組に変えよう、というものだった（視聴者もこれを望んでいた）。しかしこの計画はレターマンがCBSと再び契約したことにより終了。レターマンはCBSで満足であるということに加え『ナイトライン』の司会であるテッド・コッペルの仕事に賞賛を述べた。

#### 降板
2014年4月3日の収録中、レターマンはCBSの会長であるレスリー・ムンヴスに2015年で『レイト・ショウ』の司会を降板すると伝えたと語った。

### その後
2018年からはNetflixの番組『デヴィッド・レターマン: 今日のゲストは大スター』に、2022年には同じくNetflixの番組『デイヴィッド・レターマン: 今日のゲストはコメディアン』に出演している。

## 人間関係

### ジョニー・カーソン
長年カーソンとの（日本式に言えば）師弟関係を持ち、互いに才能を認め合っていたレターマンは『ザ・トゥナイト・ショー』の司会がジェイ・レノになったことに深く失望し、ジェイ・レノとは未だに不仲とされている。しかし、現在彼の番組内でレノとの不仲や『ザ・トゥナイト・ショー』との対立（視聴率争い）をネタに喋ってしまうところは正にコメディアンといえる（通常番組でこの手のネタが出ると観客は非常に盛り上がる）。

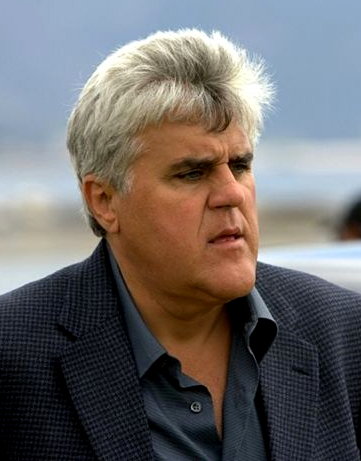
ジェイ・レノ（2006年）

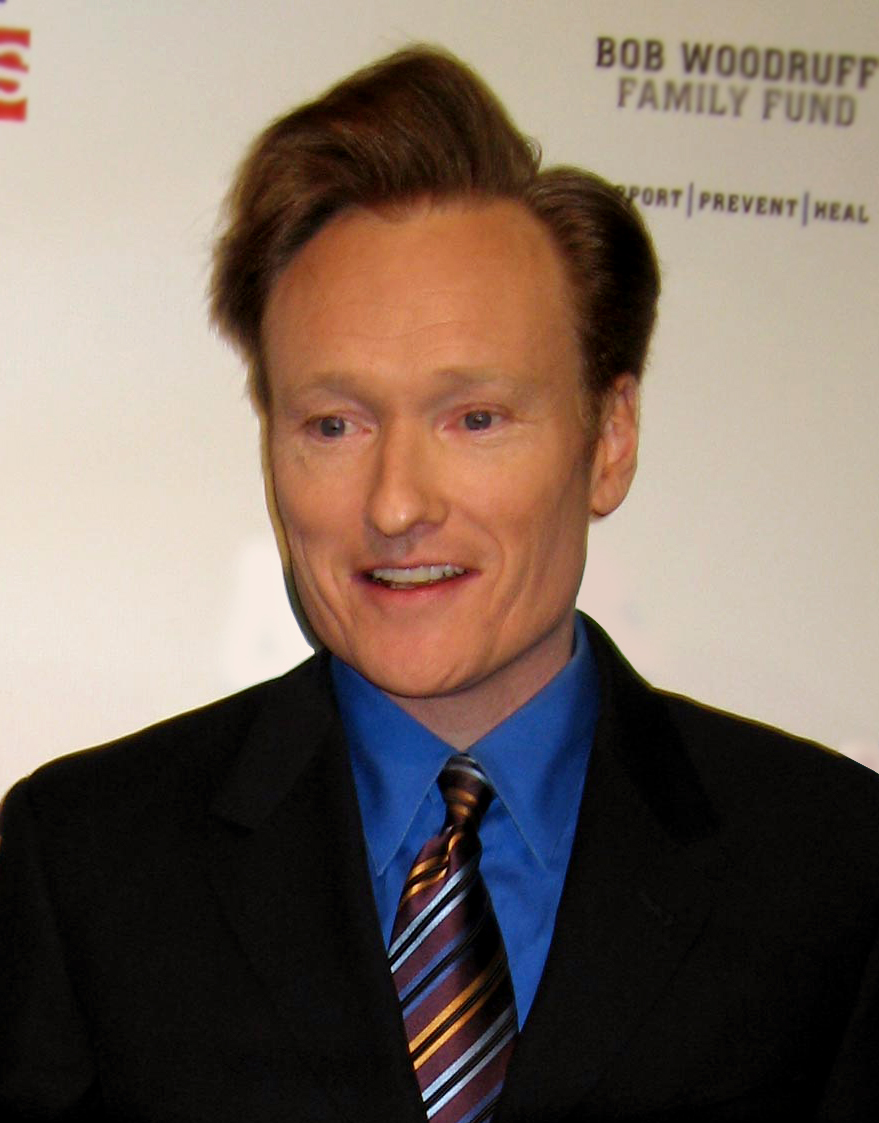
コナン・オブライエン（2007年）

またカーソンは引退後もしばしばレターマンと連絡を取り合い、時々ギャグを伝授したりしていた。このカーソンのギャグをレターマンは番組のオープニングトークで使用するとCBSの前副社長ピーター・ラサリーが述べ、又、ラサリーはカーソンはレターマンを常に信用しておりレノではなかった、とも述べている。2005年のカーソンの死まで二人の関係は続いた。
また、この番組が開始して数年後、「Top 10 list」というコーナーにリストを渡す役としてかつての師ジョニー・カーソンが登場（同コーナーのゲスト出演はロサンゼルスでの収録であってエド・サリヴァンシアターに来たわけではない）。かつての『ザ・トゥナイト・ショー』のテーマで登場し、カーソンが同番組のように司会者席に座り、レターマンがゲスト席に座るなど盛大な拍手で盛りあがったが、カーソンはあまりの声援にジョークを飛ばせず、すごすごと退散してしまった。これがカーソン最後のテレビ出演となった。

### ジェイ・レノ
2009年までライバル番組『ザ・トゥナイト・ショー』の司会を務めたのがジェイ・レノ。彼は同番組の司会になる前はレターマンの番組（NBC）に出演していたが、ジョニー・カーソンの引退後は二人の交流は一切無し、2005年10月にはレノはNew York Daily Newsに「レターマン氏とはもう13年間連絡を取っていない」と発言した。深夜番組の司会者であったレターマンと、人気スタンダップ・コメディアンであったレノ、コメディアンとしての功績はレターマンの方がはるかに上だったが歴史あるトーク番組『ザ・トゥナイト・ショー』の司会の座争いでレノが司会になったことはアメリカ中が驚いた。不仲とはいえレターマンはしばしばレノをネタにする。

### コナン・オブライエン
コナン・オブライエンはレターマンがかつて司会を務めていた『レイト・ナイト』（NBC）の現在の司会であり、ある種レターマンの後釜となった弟子のような人物である。レターマンはオブライエンが初めて司会になり緊張しているとき様々なサポートを行い、また自分の番組にゲストとして招いたりもした。2006年、ジェイ・レノが次の契約を更新しないことを発表、オブライエンは2009年に『ザ・トゥナイト・ショー』の司会へと格上げになる。レターマンは彼を祝福した。

## Worldwide Pants Incorporated
レターマンは自身のテレビ番組製作会社Worldwide Pants Incorporatedを所有している。同社はレターマンの番組の他に、レターマンの番組の後に放送されるトーク番組『ザ・レイト・レイト・ショー・ウィズ・クレイグ・ファーガソン』、ABCのシチュエーション・コメディ『The Knights of Prosperity』を現在手がけている。その他にもトーク番組『The Late Late Show with Tom Snyder』（1999年終了）、『The Late Late Show with Craig Kilborn』（2004年終了）、CBSのシットコム『Everybody Loves Raymond』（2005年終了）などの番組を手がけていた。また2000年から2004年まで放送された『Ed』というコメディ・ドラマでは1993年のレターマンのNBC放送退却後初めての同放送局とのコンタクトだった。本社はレターマンの番組収録が行われるエド・サリヴァン・シアターのビル内にあり、社長・CEOは『レイト・ショー』の前エグゼクティブ・プロデューサー、ロブ・バーネットと『ザ・トゥナイト・ショー』、『レイト・ショー』の前エグゼクティブ・プロデューサーで現在『レイト・レイト・ショー』で同職を務めるピーター・ラセリー。

## アメリカでの人気

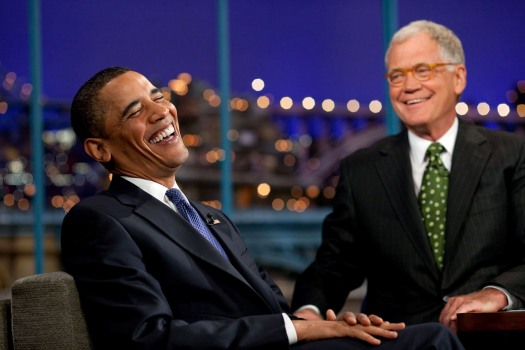
オバマ大統領とレターマン（2009年9月21日）

日本ではアメリカ在住経験者や、アメリカに関係しているマスコミ関係者以外には殆ど知名度はないが、アメリカではもっとも有名なコメディアンの1人である。
彼の番組の裏番組には仇ジェイ・レノも司会を務めた古巣NBCの『ザ・トゥナイト・ショー』など多数の番組がある。レターマンの番組は67回のエミー賞ノミネート履歴があり、12回受賞している。それにも関わらず、視聴率では僅かにレノの番組が勝っている。
バラエティ・リポート誌の発表によると視聴者数は2006年現在レノが570万人で同時間帯トーク番組31％の視聴者を獲得しているのに対しレターマンは410万人。その他340万人が『ナイトライン』を、160万人が『Jimmy Kimmel』を視聴。
「アメリカでも最も好きなTV司会者」ランキングでは2位に入っており、こちらはレノを下している。ちなみに1位はアフリカ系アメリカ人コメディエンヌのオプラ・ウィンフリー。
1995年に第67回アカデミー賞授賞式の司会を務めたが、こちらは酷い程にスベってしまった。しかし授賞式の後のTVで彼は、これをネタにした。
レターマンがCBSから受け取る年俸はフォーブス誌の発表によると2006年が4000万ドル（約40億円）で年間延べ240回ほど放送されるので一日の出演料は約15万ドル（約1500万円）となる。コメディアンの中ではオプラー・ウィンフリーに次ぐ2位で米国のセレブリティ総合で14位に位置される。
彼のキャラクターは神経質で知的な都会の人間といった感じであり（実際にそうなのかは不明）アメリカ人が彼に抱くイメージとしても「インテリ」という部分が見られる。そのため彼の番組は著名人などのゲストに招く事が多く、ブルーを基調とした落ち着いたスタジオセットなどから裏のライバル番組にあたる『ザ・トゥナイト・ショー』と比べると幾分上品なトーク番組、皮肉の利いた知的な笑い、というものを提供している。そのような彼のイメージのため「あなたなんて死ねばイイのに！」「最も消えて欲しいコメディアンの一人」などと共演者から罵倒されるとキャラクターとのギャップにより番組が盛り上がる。
喋りもさることながら、「動き」や「口調」で魅せる風格を駆使して番組進行を行う。エンピツを飛ばしたり、上着を放り投げてイスに被せたり、と器用な「動き」の芸を見せる。その他、床に落ちた物を拾うためしゃがんだ時「Oh my god! Oh my back! （オーマイガーッ!腰がー!）」などと進行とは関係のないフレーズを叫んだりと話の流れとは関係無い意味不明な発言や、水鉄砲で観客やカメラに放水したり夢中で消火器で遊んだりと、少年のようなやんちゃっぷりを見せることもある。かん高い笑い声が特徴的。

## 私生活
大学の同級生ミッチェル・クックと1969年に結婚し1977年に離婚、現在は長年交際を続けてきた、彼の番組の構成作家も勤める13歳年下のレジーナ・ラスコと結婚。高齢ながら2003年11月3日に生まれた息子ハリー・ジョセフ・レターマンがいる。息子の名前はレターマンの父の名前が与えられた。番組でも息子の写真を公開するなど家庭的な一面も見せるが、以前、自宅に電気工事をしに来た男に息子が身代金目的で誘拐未遂されるという事件があった。息子はレターマンのことをパパではなくグランパ（おじいちゃん）と呼ぶ癖が直らないらしく、レターマンは息子が通う幼稚園に行くのが苦手だという。現在はニューヨークシティから北に100kmほど離れたノース・セーレムという場所に住んでいる。

### 心臓手術
2000年1月14日、定期健康診断を受けたレターマンは心臓の血管がひどく圧迫されていると診断され、緊急入院。冠動脈バイパス術を受けた。彼が入院してから最初の週、番組はドリュー・バリモア、ロビン・ウィリアムズ、ビル・マーレイ、ネイサン・レイン、ジュリア・ロバーツ、ブルース・ウィリス、ジェリー・サインフェルド、ダニー・デヴィート、スティーヴ・マーティン、サラ・ジェシカ・パーカーなどそうそうたる面子が代行司会を務めた。その後、レターマンが手術中は1990年代初頭にポピュラーだった「ゲスト司会者制」を採用。ビル・コスビー、ジャニーン・ガラファローなどが司会を務めたがコスビーは「デイヴィッドに失礼だ」という理由で彼が使っている司会者デスクには座らず、代わりにゲスト用のソファーに座って番組を進行した。ガラファローも同じ理由で司会者デスクには座らず、代わりに学校で使われるデスクを用意し、そこに座った。
2000年2月21日に復帰。復帰初回の放送で彼は非常に痩せてしまい、また明らかに弱っていた。この放送ではレターマンの治療に当たった医師と看護師がステージに上がりレターマンは「彼らは僕の命を救ってくれた人たちです」と涙ながらに感謝の意を表明した（このエピソードはエミー賞にもノミネートされた）。その中にはレターマンのベッドシャワーを行ったナースもおり「彼女は僕の裸を知っている」などとおどけてみせた。外科医アイソンと内科医アーロンはその後も何度か番組に出演したことがあり、レターマンは何度と無くこの手術をネタに笑いを取っている。
また、復帰後「一番好きなバンドの、一番好きな曲が聞きたい」とフー・ファイターズを番組に招き「Everlong」という曲を演奏してもらった。フー・ファイターズは南部アメリカツアー中であったが急遽キャンセルしレターマンの復帰を祝いにニューヨークまで飛んできた。
2003年2月には帯状疱疹と診断され再び番組を降板。再度、代行司会が立てられエルヴィス・コステロ、ジョン・マッケンロー、ヴィンス・ヴォーン、ウィル・フェレル、ルーク・ウィルソンなど多彩な顔ぶれが登場した。彼は直ぐに復帰したが代行司会制を金曜の放送にだけ残そうという提案があったが長くは続かなかった。

### 脅迫事件
2009年9月末、CBSニュースの社員ロバート・ジョエル・ハルダーマンはレターマンに対し200万ドル（約2億円）にも上る脅迫を仕掛けた。報道によるとレターマンは自身の番組の女性スタッフと性的関係を持ったとし、これを既婚者である彼に突きつけ金銭を脅し取ろうとした疑い。現在、ハルダーマンは脅迫の容疑で逮捕されており裁判に向けて動いているが、一貫して無実を主張していると言う。ハルダーマンはエミー賞の受賞経験もあるCBSの大物プロデューサーでレターマンの番組の脚本も手がけていた。
レターマンが番組で語った詳細は、朝6時に自身の車の後部座席に乗るとそこに宅配便が置いてあり、置手紙で「おまえの悪事を公表するぞ」と書かれていた、会社に着いた彼はすぐに顧問弁護士に連絡をしミーティングを行った。スキャンダル内容については「脅迫は、私がこの番組のスタッフとセックスしたって内容だ。これに関しての返答だけどね・・・私はセックスしたよ」と軽く認めた。オープニングトークは終始笑いが起き彼はいつもの調子で語ったが、最後に「もうこのことについては話したくない。今日は聞いてくれてありがとう」と締めくくった。

## モータースポーツ
1996年に、インディ500の元チャンピオンのボビー・レイホールのレーシングチーム「チーム・レイホール」のオーナーになり、2004年には「レイホール・レターマン・レーシング」と名前を変えた。
2004年5月にはドライバー、バディ・ライスがインディ500で優勝。これは幼少期より同大会に通っていたレターマンにとって非常にエキサイティングな出来事となった。普通、仕事以外の時はメディアから遠ざかるものだが、レターマンはレースについて多くのインタビューに答えている。
2018年からは、インディ500の2017年の勝者で、元フォーミュラ1ドライバーかつ、2012年に在籍した佐藤琢磨が再度加入。2020年には佐藤自身、またチームとしても2度目となるインディ500での優勝を果たす。
現在同チームは、アメリカのモータースポーツの最高峰のカテゴリーのインディカー・シリーズの強豪チームの1つとして活動している。

## 豆知識
- プライベートを隠す（しかし息子の写真をテレビで見せたり、実の母を出演させたりはする）。
- レターマンは母の影響からキリスト教教派長老派教会会員と思われていた。しかし実際に教会に通っているかは定かではなかった。ゲストにコメディアン、レイ・ロマノが来た時この事を突っ込まれ「僕はたまに観戦しに行くけど、シーズンチケット所持者じゃないんで…」（教会通いをスポーツ観戦風に言い換えた）、心臓手術後はきっぱり自分は信仰者ではないことを公言している。しかし彼は信仰者に対しては敬意を払っている。
- 男子学生学生会Sigma-Chiのメンバーだったとき、ボール州立大学の新校舎建設費用の管理をした。
- ヘビースモーカー。たまに番組のCM明けに煙が残っていることもあり、レターマンは「誰？俺の？」のような顔をする。
- Late Nightのヘッドライターだったメリル・マーコエと婚約もしたが、彼女がさらなる飛躍を求めてロサンゼルスに移住してしまったため破局した。彼女は「セックス・アンド・ザ・シティ」なども手がけた一流の放送作家兼スタンダップ・コメディアンである。
- 1985年、ボール州立大学電気通信学部に「Letterman Telecommunication Scholarship」という奨学金を立ち上げる。奨学金授与者はよりクリエイティブな人材に送られており、成績評価ではない。この奨学金に申し込む学生はCグレードかそれ以下が多い、という噂が立ったがこれはウソである。
- 慈善事業機構「American Foundation for Courtesy and Grooming」を所有。上記奨学金もここから寄付されている。
- マーガレット・メリー・レイという女が盗んだレターマンのポルシェに乗っているところ、ニューヨークのリンカーントンネル付近で逮捕された。彼女はレターマンの夫人だと言い張った。その後も何度かレターマンに近寄り逮捕されている。コネチカット州のレターマンの家の敷地内に忍び込み専用テニスコートの上で寝ていたところを不法侵入で逮捕され10ヶ月刑務所で、14ヶ月精神病院で過ごし釈放されたが1998年10月7日、コロラド州で電車に飛び込み自殺した。
- 1996年、アニメ映画「Beavis and Butt-Head Do America」にEarl Hofertという役で声優出演。
- Late Showのバンドリーダー、ポール・シェイファーとステージ・マネージャーのビフ・ヘンダーソンと共に2002年のクリスマスをアフガニスタンの多国籍軍基地で祝った。2003年と04年にはイラクでクリスマスを祝っている。
- 2003年9月12日に長年のガールフレンド、レジーナ・ラスコが妊娠6ヶ月であることを発表。この時56歳。番組収録中に彼女が分娩室に入った速報を受け、ポール・シェイファーは彼に早く病院に行くよう強制し、代わりにシェイファーが代行司会を務めた。
- 2005年10月、カリーン・ネストラーというレターマンの熱狂的ファンの女性がニューメキシコ州サンタフェの裁判所でレターマンを告訴。内容は彼のテレビでの発言やジェスチャーが彼女の恋心を刺激した、というものだった。このようなことが起こるのは彼女の心が純粋でか弱いから、などという理由も現れた。レターマンの弁護士は呆れかえってしまった。後に番組でこのことをネタにし「これはジョークじゃない、あなたへのメッセージだ」などとカメラ目線でオープニング・コメディを行う姿が見られた。
- Tom Snyderが司会を務めていた頃の『レイト・レイト・ショー』のインタビューに応じ、趣味は短波ラジオを聴くことだと語った。